# Mila Moreira
Marilda Alves Moreira da Silva (São Paulo, 18 de maio de 1946 — Rio de Janeiro, 6 de dezembro de 2021) foi uma atriz e modelo brasileira. Iniciou sua carreira como modelo, trabalhando nacional e internacionalmente. Tornou-se mais conhecida por suas atuações em telenovelas e seriados a partir da década de 1970, especializando-se no papéis de mulheres elegantes e do mundo da moda.
Moreira estrelou campanhas de marcas famosas e trabalhou com estilistas importantes. No início de sua carreira, era mais conhecida como manequim da Rhodia com "furinho no queixo". Na televisão, sua estreia ocorreu em 1979, como Érica, na telenovela Marron Glacé, da TV Globo. Desde então, tornou-se recorrente em telenovelas, sobretudo do autor Cassiano Gabus Mendes, somando oito parcerias com o autor, com destaque para Plumas e Paetês (1980), Elas por Elas (1982), Champagne (1983), Que Rei Sou Eu? (1989), Meu Bem, Meu Mal (1990) e O Mapa da Mina (1993).
Moreira foi uma das primeiras na leva de modelos a atuar na televisão brasileira. O rosto da atriz tornou-se popular na figura de seus personagens sofisticados, sempre interpretando mulheres elegantes, a frente de seu tempo e ligadas ao mundo da moda. Ainda destacou-se como a charmosa Carla, em A Próxima Vítima (1995), a fútil Marilu, em Anjo Mau (1997), a modista Grace, em Sabor da Paixão (2002), a doutora Virgínia, em Como Uma Onda (2005), a trambiqueira Urânia, em Ciranda de Pedra (2008), a estilista Stela, em Ti Ti Ti (2010), a divertida Miriam, em O Astro (2011), e a agenciadora de moda "Gigi", em A Lei do Amor (2016), seu último trabalho.

## Juventude

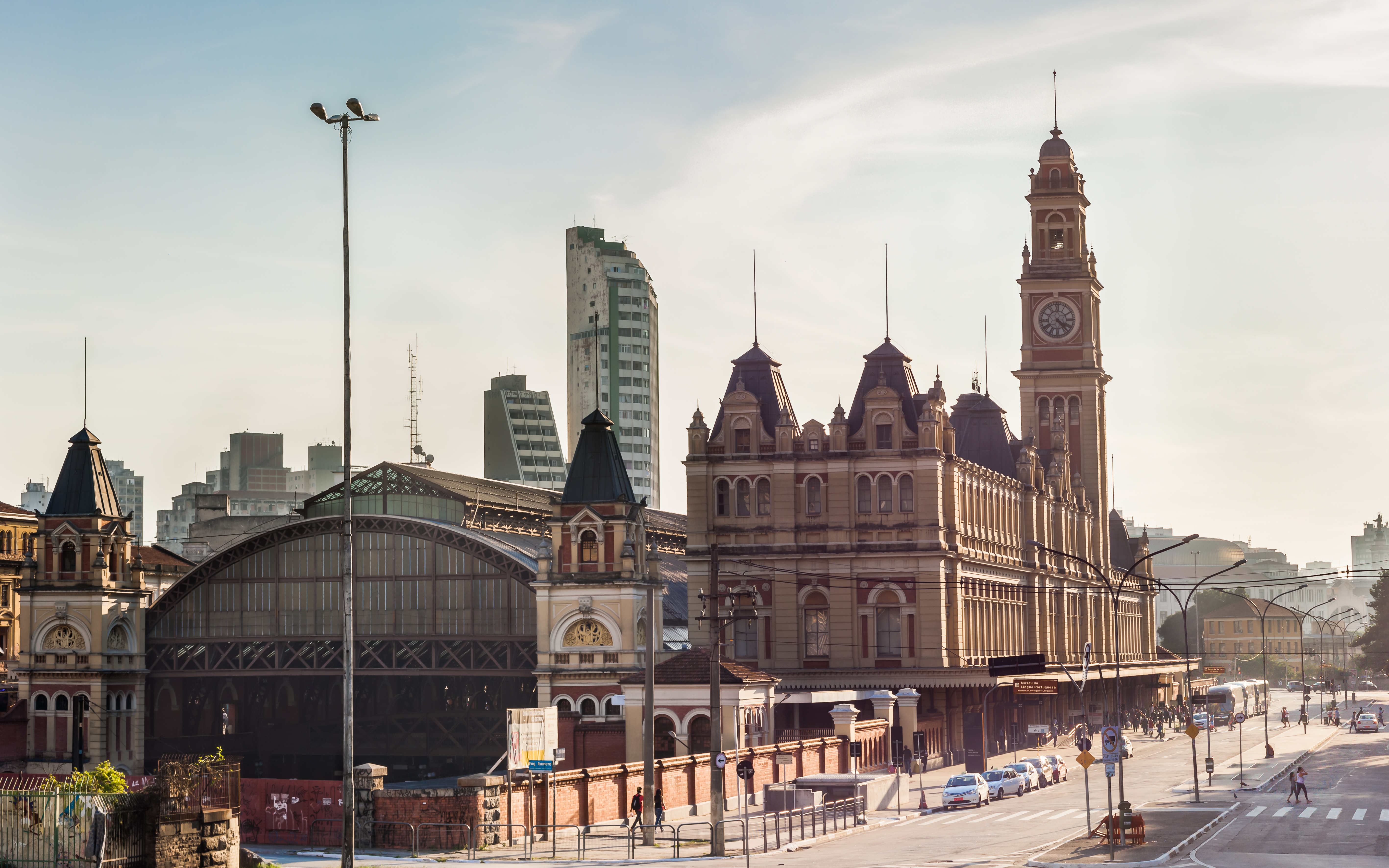
Estação da Luz e vista da região onde cresceu.

Nascida na capital paulista, em 18 de maio de 1946, Marilda Moreira da Silva cresceu nos arredores da Estação da Luz,  uma das mais importantes estações ferroviárias da cidade de São Paulo. Filha de imigrantes portugueses, seu pai, o Senhor Moreira, era dono de um pequeno hotel que hospedava comerciantes na cidade, e sua mãe, Dona Ilda, era dona de casa. Desde a juventude, por não gostar do nome Marilda,  adotou o apelido Mila, em homenagem ao livro Mila 18, um romance de Leon Uris.
Aos 14 anos, em 1960, foi coroada como "Miss Luzes da Cidade" e, como prêmio do concurso, ela ganhou uma viagem para Nova York, iniciando sua trajetória como modelo profissional. Mila apareceu como manequim (ou demonstradora como eram chamadas na época), na Feira Nacional da Indústria Têxtil (Fenit), em 1963, desfilando pela Rhodia Têxtil, apresentando roupas de Clodovil Hernandes e Denner, sendo coreografado por Ismael Guiser, junto com as manequins Ully e Mailu. Desfilaram, ainda, no magazine paulistano Mappin mostrando a coleção mais recente da Rhodia. Ficaram juntas na Rhodia até 1970. Depois, Mila e Ully montaram uma escola para manequins no Rio de Janeiro. Durante a década de 1970, Mila continuou se profissionalizando como modelo, morando fora do país e tornando-se conhecida no cenário da moda, até, mais tarde, começar uma carreira como atriz.

## Carreira

### 1979—84: Início da carreira como atriz de televisão
Em 1979, encerrou um relacionamento com um americano que morava em Chicago e retornou ao Brasil. Com o retorno, retomou contato com Cassiano Gabus Mendes, o qual era casado com a irmã de seu ex-marido, o ator Luís Gustavo, e ele conseguiu um emprego para Mila como produtora na Rede Bandeirantes. Neste ano ainda, foi convidada às pressas para substituir um jurado em um programa apresentado por Chacrinha na emissora. Após vê-la no vídeo, Cassiano então a chamou para atuar em sua telenovela, Marron Glacé (1979), na TV Globo. Na novela, ela interpretou "Érica", que ocupava o cargo de secretária da personagem interpretada por Yara Cortes. Era jovem, viúva, e despertava a paixão de "Nestor" (Armando Bógus), um dos garçons do restaurante "Marron Glacé", cenário principal da novela. Este foi o ponto de partida de Moreira como atriz. Nesta época, seu nome era creditado na abertura apenas como “Mila”. Ela foi uma das pioneiras modelos a atuar em novelas. Durante uma entrevista ao Vídeo Show, mencionou ter enfrentado preconceito: "Na época, não era comum ter uma modelo fazendo televisão, então, claro que, inicialmente, teve um preconceito. Todo mundo ficava esperando para meter o pau mesmo. Os olhares tortos eram mais por conta de ser uma pessoa fora da classe. Era como hoje, as pessoas ainda acham que você está roubando o trabalho dos outros. Você estuda para ser atriz e chega alguém que só porque é bonitinha e está na moda vira atriz", explicou.
No entanto, ela prosseguiu com seus trabalhos como atriz, interpretando papéis marcantes e consolidando-se como atriz ao passar do tempos, e virou presença fixa em quase todas as novelas do autor Cassiano Gabus Mendes. Em 1980, foi escalada para Plumas e Paetês, outra novela de Cassiano Gabus Mendes, escrita em parceria com Silvio de Abreu, que abordava o universo da moda. Na trama, ela desempenhou o papel de "Dorinha", a modelo mais experiente e sensata, que assume o papel de mentora das modelos mais jovens. Sua personagem oferece muito apoio à personagem principal, "Marcela" (Elizabeth Savala). Apesar de ser apaixonada por "Zequinha" (Heraldo Correa), "Dorinha" não tem muita sorte no amor.
Em 1982, foi convidada para um de seus trabalhos mais marcantes, a "Marlene" de Elas por Elas, uma das sete amigas protagonistas da trama, ao lado de Eva Wilma, Aracy Balabanian, Esther Góes, Sandra Bréa, Maria Helena Dias e Joana Fomm. Sua personagem é uma jovem solteira que vive com seus pais, "Silvio" (Paulo Gonçalves) e "Wilma" (Lupe Gigliotti). É a mais nova entre suas amigas. Ama namorar, porém enfrenta dificuldades em manter relacionamentos duradouros. Em abril de 1983, transfere-se para a Band TV para atuar em Sabor de Mel, telenovela de Jorge Andrade, onde estrela como um dos personagens principais, a modelo "Luba", amiga da protagonista "Laura" (Sandra Bréa), uma modelo de alta costura que sonha em ter sua própria boutique e disputa o amor de "Guilherme" (Flávio Galvão) com "Rebeca" (Françoise Forton).
Ainda em 1983, retorna à TV Globo em Champagne, telenovela do horário das oito também escrita por Cassiano Gabus Mendes, onde encarna o papel de uma vilã interesseira, "Fernanda". Na trama, sua personagem faz de tudo para conquista o solteirão rico "Renan", interpretado por Nuno Leal Maia, sem sucesso. Em 1984, faz uma participação especial em Partido Alto, como "Luana", ex-namorada de "Sérgio" (Herson Capri) que "Gilda" (Susana Vieira) leva à casa dele para fazer ciúmes em "Selma" (Christiane Torloni), e, em seguida, foi escalada para o elenco de Corpo a Corpo, de Gilberto Braga, que sucedeu Partido Alto no horário nobre. Na trama, intepreta "Cristina Werneck", uma decoradora de prestígio na sociedade, moderna e de situação financeira confortável, que ajuda a amiga "Lúcia" (Joana Fomm) quando esta é despejada de seu apartamento.
Em 1985, foi convidada por Cassiano Gabus Mendes para uma participação especial em Ti Ti Ti, interpretando ela mesma, visto que a novela abordava o universo da moda e costura. No ano seguinte, em 1986, transfere-se para a TV Manchete para atuar na novela Mania de Querer, escrita por Silvan Paezzo. Em uma participação importante na trama, interpretou "Iris Prado Veiga", ex-namorada do protagonista "Ivan" (Marcelo Picchi) que tenta uma reaproximação quando este retorna ao Brasil. Em 1987, retorna à TV Globo, na novela de época Bambolê, atuando como a socialite moderna "Mumu". Em 1989, esteve no elenco do sucesso Que Rei Sou Eu?, novela ambientada em um fictício reino em 1786. Na trama, interpreta "Zmirá", aia e puxa-saco da "Rainha Valentine" (Tereza Rachel). Transitando livremente pela corte, é descendente de uma família nobre, mas falida, e sua personalidade é interesseira, ardilosa e passional.

### 1990—05: Prosseguimento da carreira e amadurecimento dos papéis
Queridinha de Cassiano Gabus Mendes, esteve novamente trabalhando com ele em Meu Bem, Meu Mal (1990), telenovela das oito, interpretando "Bianca Paiva", secretária de "Ricardo Miranda" (José Mayer), por quem era secretamente apaixonada, controlando-o. Em 1992, interpreta "Regina" na minissérie Anos Rebeldes, uma advogada elegante e simpática, muito bem relacionada na sociedade, que é mãe de "Edgar" (Marcelo Serrado). No ano seguinte, 1993, está no elenco da novela O Mapa da Mina, a última escrita por Gabus Mendes, como "Carlota", uma mulher só e um tanto sofrida, que alia-se a "Rodolfo" (Mauro Mendonça) na procura pelos diamantes desaparecidos que movimentam a trama. Também realiza uma participação especial em Fera Ferida (1993), como "Viviane Musselini", apresentadora de um programa de TV sobre moda que vai gravar na fictícia cidade de Tubiacanga.
Em 1995, é escalada para o elenco de A Próxima Vítima. No papel de "Carla", ela é amiga de "Helena" (Natália do Vale), sendo prática, fútil e charmosa. Está sempre com um novo namorado e alguma filosofia para justificar seu comportamento bastante desinibido. É uma pessoa amigável, porém disposta a tudo para alcançar uma boa posição social na vida. Depois de uma participação especial em como "Priscila Westwood" em A Indomada (1997), uma profissional da moda que vendia roupas para a personagem "Scarlett" (Luiza Tomé), foi escalda para o elenco de Anjo Mau, em 1997, interpretando a elegante "Marilu". Ela interpreta a esposa de "Ciro" (Raul Gazola) e mãe de "Lígia" (Lavínia Vlasak). É esnobe, fútil e fofoqueira, sempre bem informada sobre a vida de todos. Seu maior desejo é se destacar na sociedade. Costuma imitar "Stela" (Maria Padilha) e "Tereza" (Luiza Brunet), suas amigas com quem passa o tempo ao redor da piscina, e constantemente critica o pai, "Américo" (Sérgio Viotti), por seus hábitos simples.
Em 2000, fez uma participação especial na sétima temporada da série adolescente Malhação, como "Úrsula". Em 2001, aparece na minissérie Os Maias, baseada na obra de Eça de Queirós, como "Viscondessa de Gafanha", pertencente ao círculo de amigos aristocratas de "Dom Afonso da Maia" (Walmor Chagas). Em 2002, integra o elenco de outra minissérie, O Quinto dos Infernos, como "Inês", uma viúva rica que acaba caindo na sedução do mulherengo "Chalaça" (Humberto Martins), e retorna às telenovelas em Sabor da Paixão, de Ana Maria Moretzsohn, como "Grace", novamente repetindo o papel de mulher chique, gerente de uma boutique de modas.
Em 2004, atua na minissérie Um Só Coração, no papel de "Lola Flores", uma modista da mais requisitada entre a alta sociedade paulista. Neste ano, ainda, aparece no episódio "Crime das Irmãs Poni" do programa de investigação policial Linha Direta, que abordou um caso criminal envolvendo duas senhoras da alta sociedade mineira que estavam envolvidas em um assassinato. Em 2005, fez uma participação especial no episódio "Ipanema 500 Metros" do seriado A Diarista, estrelado por Cláudia Rodrigues, no papel da da socialite "Tiquinha Lajolo Bessa". Ainda neste ano, aparece em uma participação especial na novela Como Uma Onda, encarnando "Dra. Virgínia Lemos".

### 2006—16: Trabalhos recentes e encerramento da carreira
Nos últimos anos de sua carreira, reduziu suas aparições na televisão, limitando-se muitas vezes a pequenos papéis ou participações especiais. Em 2006, interpreta a modista "Maria Alice" na minissérie JK, cujo atelier é frequentado por "Yeda" (Alessandra Negrini) e "Camilinha" (Xuxa Lopes). Em 2007, fez uma participação como "Dorita", apresentadora do programa de TV onde "Heitor" (Daniel Dantas) vai dar entrevista, na novela Paraíso Tropical. Em 2008, esteve no elenco da minissérie Queridos Amigos, interpretando a compreensiva e conselheira "Marlene", mãe de uma das protagonista, "Vânia", interpretada por Drica Moraes, e volta às novelas em um personagem diferente do seu habitual no gênero, exercitando seu lado cômico, como a trambiqueira "Urânia", presidente do Grêmio da Vila Mariana que vive em pé de guerra com "Memé" (José Rubens Chachá).
Em 2009, foi convidada para o elenco da novela do horário nobre Viver a Vida, escrita por Manoel Carlos. De início, sua personagem estava prevista para ser uma amiga da personagem "Tereza", interpretada por Lília Cabral, a qual seria um apoio para os dilemas da personagem. No entanto, o papel nunca aconteceu e a participação de Mila na novela aconteceu em apenas uma pequena aparição como apresentadora de um desfile de modas no primeiro capítulo, mesmo sendo creditada como parte do elenco na abertura da produção por todo o tempo em que esteve no ar. Em 2010, ela foi escolhida para integrar o elenco do remake da novela Ti Ti Ti, adaptado por Maria Adelaide Amaral, que mesclava personagens da versão original da trama e de Plumas e Paetês. Nessa ocasião, Moreira foi convidada para interpretar a personal stylist "Stela", colunista da Revista Moda Brasil, que possui muitos contatos na área e é mãe de "Renato" (Guilherme Winter).
Em 2011, ela foi escalada para participar de outro remake, O Astro. Na nova versão da novela, ela interpretou "Míriam", a namorada de "Adolfo Assunção" (Reginaldo Faria). O romance entre eles começou no cassino clandestino de "Míriam", que acabou sendo fechado pela polícia. "Míriam" tinha dificuldades de relacionamento com sua enteada "Amanda" (Carolina Ferraz), que acreditava que a madrasta estava apenas interessada no dinheiro de seu pai.
Em 2013, trabalhou novamente com Maria Adelaide Amaral e Vincent Villari em Sangue Bom, novela que foi ao ar no horário da sete da TV Globo. Na trama, interpreta "Sílvia Laport", uma mulher elegante e solidária, que é o cerne operacional da Class Mídia. Recusa-se a aceitar a demissão de "Érico" (Armando Babaioff) e decide seguir para a nova agência dele para trabalhar. Novamente com a dupla de autores citada anteriormente, trabalhou na novela do horário nobre A Lei do Amor. Essa foi a última novela em que a atriz e modelo participou. A obra de Maria Adelaide Amaral e Vincent Villari foi exibida em 2016, narrando o reencontro entre "Helô" (Isabelle Drummond/Cláudia Abreu) e "Pedro" (Chay Suede/Reynaldo Gianecchini), envolvendo tramas de traição, vingança e morte. Na história, ela interpretava "Gigi Ferreira", uma ex-modelo e uma das sócias da agência onde a protagonista iniciou sua carreira e que também era aliada da vilã "Magnólia" (Vera Holtz).

## Vida pessoal
Ao longo de sua vida, Mila teve diversos relacionamentos amorosos e em entrevistas, sempre afirmou que mantinha amizade com todos eles. Ela já foi casada com o ator Luis Gustavo (1971-1973); com um engenheiro paulista (1974-1977); com o designer austríaco Hans Donner (1983-1986); e com João Carlos Balaguer (1999-2005), pai da atriz Joana Balaguer. Mila também já namorou o produtor musical Ronaldo Bôscoli (1966-1967); o ator Gracindo Júnior (1979-1980) e o ator Eduardo Conde (1980-1981), seu amigo de longa data. Mila era formada em psicologia. Mila optou por não ter filhos, já que trabalhava muito e fazia muitas viagens, não sobrando tempo para a maternidade. Em entrevista, Mila disse que na época, não se sentia absolutamente segura em uma relação ou financeiramente.

## Morte
Mila morreu na madrugada de 6 de dezembro de 2021, aos 75 anos de idade. Mila estava internada no Hospital CopaStar em Copacabana, no Rio de Janeiro e sua morte foi causada por uma parada cardíaca.

## Filmografia

### Televisão
| Ano  | Título                | Papel                                                         | Nota                                  |
| ---- | --------------------- | ------------------------------------------------------------- | ------------------------------------- |
| 1979 | Marron Glacê          | Érica Bertioga Santana                                        |                                       |
| 1980 | Plumas e Paetês       | Dora (Dorinha)                                                |                                       |
| 1982 | Elas por Elas         | Marlene Rozelli                                               |                                       |
| 1983 | Sabor de Mel          | Luba                                                          |                                       |
| 1983 | Champagne             | Fernanda                                                      |                                       |
| 1984 | Partido Alto          | Luana                                                         |                                       |
| 1984 | Corpo a Corpo         | Cristina Werneck dos Anjos                                    |                                       |
| 1985 | Ti Ti Ti              | Ela mesma                                                     | Participação especial                 |
| 1986 | Mania de Querer       | Íris                                                          |                                       |
| 1987 | Bambolê               | Mumu Soares Sampaio                                           |                                       |
| 1989 | Que Rei Sou Eu?       | Zmirá                                                         |                                       |
| 1990 | Meu Bem, Meu Mal      | Bianca Paiva                                                  |                                       |
| 1992 | Anos Rebeldes         | Regina Ribeiro                                                |                                       |
| 1993 | O Mapa da Mina        | Carlota Strega                                                |                                       |
| 1993 | Fera Ferida           | Viviane Musselini                                             |                                       |
| 1994 | Você Decide           |                                                               | Episódio: "O Bêbado e a Biscate"      |
| 1995 | A Próxima Vítima      | Carla                                                         |                                       |
| 1997 | A Indomada            | Priscila Westwood                                             |                                       |
| 1997 | Anjo Mau              | Maria Lucinda Abreu Furtado (Marilu)                          |                                       |
| 1998 | Mulher                | Berta                                                         | Episódio: "Amor Secreto"              |
| 1998 | Você Decide           |                                                               | Episódio: "Dublê de Socialite"        |
| 1999 | Você Decide           |                                                               | Episódio: "Romântica Até Certo Ponto" |
| 2000 | Malhação              | Úrsula                                                        |                                       |
| 2001 | Os Maias              | Viscondessa de Gafanha                                        |                                       |
| 2002 | O Quinto dos Infernos | Inês                                                          |                                       |
| 2002 | Sabor da Paixão       | Grace Dias                                                    |                                       |
| 2004 | Um Só Coração         | Lola Flores                                                   |                                       |
| 2004 | Linha Direta          | Elza                                                          | Episódio: "Crime das Irmãs Poni"      |
| 2004 | Como uma Onda         | Dra. Virgínia Lemos                                           |                                       |
| 2005 | A Diarista            | Tiquinha Lajolo Bessa                                         | Episódio: "Ipanema 500 Metros"        |
| 2006 | JK                    | Maria Alice                                                   |                                       |
| 2007 | Paraíso Tropical      | Dorita                                                        |                                       |
| 2008 | Queridos Amigos       | Marlene                                                       |                                       |
| 2008 | Ciranda de Pedra      | Urânia Tomaz                                                  |                                       |
| 2009 | Viver a Vida          | Viviane Faria Albuquerque (apresentadora do desfile de modas) | Episódio: "14 de setembro de 2009"    |
| 2010 | Ti Ti Ti              | Stella Sanches                                                |                                       |
| 2011 | O Astro               | Miriam Lambert Mello Assunção                                 |                                       |
| 2013 | Sangue Bom            | Silvia Laport                                                 |                                       |
| 2016 | A Lei do Amor         | Gioconda Moretto Ferrari (Gigi)                               |                                       |

### Cinema
| Ano  | Título                            | Personagem | Notas                             |
| ---- | --------------------------------- | ---------- | --------------------------------- |
| 1981 | Os Saltimbancos Trapalhões        | Tigrana    |                                   |
| 1982 | As Aventuras de Mário Fofoca      | Ângela     |                                   |
| 1984 | Aguenta, Coração                  | Márcia     |                                   |
| 1989 | Dias Melhores Virão               | The Queen  |                                   |
| 2016 | Arte na Moda: Coleção MASP Rhodia | Ela mesma  | Documentário                      |
| 2023 | Lenita                            | Ela mesma  | Documentário (lançamento póstumo) |